# いわき回廊美術館
いわき回廊美術館（いわきかいろうびじゅつかん）は、福島県いわき市平中神谷地曾作7にある美術館。略称はSMoCA（スモカ）。

## 概要
2012年高松宮殿下記念世界文化賞の美術部門を受賞した中国人アーティスト蔡国強（サイ・コッキョウ）氏のスタジオと「いわき万本桜プロジェクト」事務局が計画した「回廊美術館」で、2013年4月28日に開館した。
料金
入場料：無料
営業時間
夜明けから日没・照明有り
休園日
無休
場所
いわき市平中神谷地曾作7　いわき万本桜
併設施設
龍骨(廃船）蔡国強作品
ステージ
約8MX4M
竹木製ベンチ数
約70
収容人員
約500名

## 交通
- JR常磐線・磐越東線いわき駅からタクシー約20分
- 常磐自動車道いわき中央インターチェンジから自動車約30分
- JR常磐線・磐越東線いわき駅から徒歩4.6km約50分
- JR常磐線草野駅から徒歩2.5km約30分
- 常磐交通バス停いわき養護学校より徒歩1.3km16分

## 関係項目
- 蔡國強
- 鷹見明彦
- ギャラリーいわき
- 藤田忠平
- いわき万本桜
- 川内有緒